# リマス・クルティナイティス
リマス・クルティナイティス（Rimas Kurtinaitis、1960年5月15日 - ）は、リトアニアの元バスケットボール選手。ソ連時代にソ連代表としてオリンピック金メダル獲得に貢献するなど活躍した。現在はHCとして活躍する。

## 経歴
アレクサンドル・ゴメリスキーの招きにより、CSKAモスクワでデビュー。その後カウナスのジャルギリスに移り、ソ連リーグ優勝などに貢献。またソ連代表として1988年ソウルオリンピックの金メダリストとなった。

### コーチ歴
2008年、リエトゥヴォス・リータスのHCに就任。チームをユーロカップ優勝に導いた。2011年、BCヒムキのHCに就任。チームをユーロカップ優勝に導いた。その後2016年までBCヒムキのHCを務めた。
2017–18年シーズン、再びリエトゥヴォス・リータスのHCを務めたが、チームはリトアニア・バスケットボール・リーグ (LKL) 3位と低迷し、
2019年、BCヒムキのHCに復帰。2年後、成績低迷を理由に解任される。
2022年、リトアニア・バスケットボール・リーグ (LKL) に新たに加わったBCウルヴズ（アリートゥス）の初代HCを務める。チームは、ヨーロッパ北部バスケットボール・リーグ (ENBL) 準優勝を果たすも、リトアニア・バスケットボール・リーグ (LKL) では5位に沈んだ。